# Ювентус (Квалусені)

Футбольний клуб «Ювентус Квалусені» або просто Ювентус (Квалусені) (англ. Juventus Kvaluseni Football Club) — свазілендський футбольний клуб, який базується у місті Квалусені.

## Історія
У 1977 році «Ювентус» виграв національний чемпіонат, а в 1994 році команда виграла національний кубок.

## Досягнення
- Свазілендська МТН Прем'єр-ліга:
  -  Чемпіон (1): 1977

- Кубок Свазіленду з футболу‎:
  -  Володар (1): 1994